# Anoteropora smitti
Anoteropora smitti is een mosdiertjessoort uit de familie van de Mamilloporidae. De wetenschappelijke naam van de soort is voor het eerst geldig gepubliceerd in 1907 door Calvet.